# Luciano Herrera
Luciano Ramón Herrera (Ledesma, 31 maggio 1996) è un calciatore argentino, centrocampista o attaccante del Newell's Old Boys in prestito dal Defensa y Justicia.

## Caratteristiche tecniche
È un centrocampista con caratteristiche offensive.

## Carriera
Herrera ha iniziato la sua carriera calcistica con il Gimnasia (S), dove ha debuttato nel 2017 nel Torneo Federal A. Dopo due stagioni in cui ha segnato 9 gol in 50 partite è passato al Central Norte (S) e pochi mesi dopo, nel febbraio del 2021, al Dep. Maipú in Primera B Nacional. Nel luglio seguente ha fatto ritorno al Gimnasia y Tiro in prestito fino a dicembre.
Nel 2022 è tornato al Deportivo Maipù dove ha giocato con discreta frequenza segnando il suo primo gol in seconda divisione il 12 giugno, contro il San Telmo. Nel 2023 si è guadagnato un posto da titolare nell'attacco del club rossonero, segnando 8 gol e fornendo 9 assist in 39 partite.
Il 4 gennaio 2024 ha firmato un contratto triennale con il Defensa y Justicia, approdando per la prima volta in Primera División.

## Statistiche

### Presenze e reti nei club
Statistiche aggiornate al 3 agosto 2024.
| Stagione        | Squadra            | Campionato      | Campionato | Campionato | Coppe nazionali | Coppe nazionali | Coppe nazionali | Coppe continentali | Coppe continentali | Coppe continentali | Altre coppe | Altre coppe | Altre coppe | Totale | Totale | Totale |
| Stagione        | Squadra            | Comp            | Pres       | Reti       | Comp            | Pres            | Reti            | Comp               | Pres               | Reti               | Comp        | Pres        | Reti        | Pres   | Reti   |        |
| --------------- | ------------------ | --------------- | ---------- | ---------- | --------------- | --------------- | --------------- | ------------------ | ------------------ | ------------------ | ----------- | ----------- | ----------- | ------ | ------ | ------ |
| 2017-2018       | Gimnasia (S)       | TFA             | 20         | 5          | CA              | 2               | 0               |                    | -                  | -                  |             | -           | -           | 22     | 5      |        |
| 2018-2019       | Gimnasia (S)       | TFA             | 23         | 4          | CA              | 5               | 0               |                    | -                  | -                  |             | -           | -           | 28     | 4      |        |
| 2019-2020       | Central Norte (S)  | TFA             | 7          | 2          | CA              | 0               | 0               |                    | -                  | -                  |             | -           | -           | 7      | 2      |        |
| 2021            | Dep. Maipú         | PN              | 2          | 0          |                 | -               | -               |                    | -                  | -                  |             | -           | -           | 2      | 0      |        |
| 2021            | Gimnasia (S)       | TFA             | 20         | 6          |                 | -               | -               |                    | -                  | -                  |             | -           | -           | 20     | 6      |        |
| 2022            | Dep. Maipú         | PN              | 27         | 1          | CA              | 0               | 0               |                    | -                  | -                  |             | -           | -           | 27     | 1      |        |
| 2023            | Dep. Maipú         | PN              | 39         | 8          | CA              | 0               | 0               |                    | -                  | -                  |             | -           | -           | 39     | 8      |        |
| 2024            | Defensa y Justicia | PD              | 8          | 0          | CA+CdL          | 1+14            | 0+1             | CL                 | 5                  | 0                  |             | -           | -           | 28     | 1      |        |
| Totale carriera | Totale carriera    | Totale carriera | 146        | 26         |                 | 22              | 1               |                    | 5                  | 0                  |             | -           | -           | 173    | 27     |        |